# نویهوفن ایم اینکرایس
نویهوفن ایم اینکرایس (به آلمانی: Neuhofen im Innkreis) یک منطقهٔ مسکونی در اتریش است که در ناحیه راید ایم اینکرایس واقع شده‌است. نویهوفن ایم اینکرایس ۲٬۱۳۱ نفر جمعیت دارد.